# Yokohama F. Marinos
El Yokohama F. Marinos (横浜F・マリノス, Yokohama Efu Marinosu) es un club de fútbol japonés de la ciudad de Yokohama. Juega en la J1 League. El club pertenece y está patrocinado por la empresa japonesa Nissan y ha ganado el título J-League en cinco ocasiones, siendo el segundo equipo con más títulos de liga. El uniforme tradicional del club es camiseta azul, pantalón blanco y medias rojas. Los partidos como local los disputa en el Nissan Stadium, cuya capacidad es de 72 327 asientos. Junto con Kashima Antlers, son los únicos equipos fundadores de la J. League que ha disputado todas sus ediciones en la primera división. El área de influencia de Yokohama F. Marinos abarca las ciudades de Yokohama, Yokosuka y Yamato.
El club fue fundado en 1972 como Nissan Motor FC y en 1999 se produjo la fusión del Yokohama Marinos y Yokohama Flügels. El nombre actual tiene por objeto reflejar la importancia tanto de Marinos como del legado del Flügels. El Yokohama F. Marinos es uno de los clubes más laureados de Japón, pues cuenta con siete campeonatos de Primera División (dos de la antigua Japan Soccer League y cinco de la actual J1 League), siete Copas del Emperador, una Copa J. League, una Supercopa de Japón y dos Recopas de Asia. Además, es el equipo que más tiempo lleva en la máxima categoría del fútbol japonés y juega en el nivel superior desde la JSL de 1982.
En el club han militado importantes jugadores y entrenadores internacionales como Shunsuke Nakamura, Yuji Nakazawa, Julio Salinas, Jon Andoni Goikoetxea, Xabier Azkargorta, Ramón Ángel Díaz, Julio César Baldivieso, David Bisconti, Alberto Acosta y Nestor Gorosito. En el amateurismo jugaban en el estadio de béisbol.

## Historia

### Nissan Motor FC (1972-1991)
En 1973, el equipo empezó bajo el nombre de Nissan Motor FC con sede en Yokohama, y obtuvo el ascenso a la División 2 de la Japan Soccer League en 1976. La administración del equipo tomó las medidas necesarias para convertirlo en un club ganador. Es así que iniciaron la construcción de una relación de amistad con los colegios y universidades y creando equipos júnior para niños de las escuelas. De la mano del primer entrenador pagado o mánager profesional en Japón Shu Kamo, el equipo ganó los campeonatos en 1988 y 1989, así como la JSL y la Copa del Emperador ganando de esta manera los tres grandes torneos en Japón en ese momento.

### Yokohama Marinos (1992-1998)
En 1991, fue uno de los miembros fundadores de la J. League. A principios de la inauguración de la J. League, los partidos entre el Yokohama Marinos y Verdy Kawasaki eran conocidos como el Derbi Nacional.

### Yokohama F. Marinos (1999-actualidad)
En 1998, después de perder uno de sus principales patrocinadores, se anunció que el club rival de la ciudad, el Yokohama Flügels se fusionará con Marinos. Desde entonces, una F fue introducida en el nombre para representar a la participación del Flügels dentro club. Muchos hinchas del Flügels rechazaron la fusión y se negaron a seguir F. Marinos. Como resultado se creó el Yokohama FC, nuevo rival del F. Marinos en la ciudad.
En la temporada 2004 las estrellas del Yokohama Marinos fueron el jugador surcoreano Ahn Jung-hwan, y el japonés Yuji Nakazawa, mejor futbolista de la J. League del año 2004. El entrenador fue el japonés Takeshi Okada, mejor entrenador de la Liga Japonesa de los años 2003 y 2004, y seleccionador nacional de Japón en el Mundial de Francia de 1998, el primero al que se clasificó Japón. En 2010, Shunsuke Nakamura, gloria del fútbol nipón, vuelve a vestir la camiseta del Yokohama F. Marinos.
Tras varios fracasos seguidos como la pérdida del título en la última fecha en la temporada 2013, la derrota en la final de la Copa del Emperador 2017 y la caída en la final de la Copa J. League 2018, el equipo logra encontrar su forma gracias a la dirección del entrenador australiano Ange Postecoglou, quien acaba con la sequía de 15 años y logra el título de campeón de la J1 League 2019, destacando la participación de Teruhito Nakagawa siendo el jugador más valioso de la temporada y máximo anotador con 15 goles junto a Marcos Júnior, ambos además fueron seleccionados en el 11 ideal de la temporada junto a Thiago Martins y al capitán Takuya Kida.

## Uniforme
| 2010–11 | 2011–12 | 2012–13 | 2013–14 | 2014–15 | 2015–16 | 2016–17 |  |
| 2017–18 | 2018–19 | 2019–20 | 2020–21 | 2021–22 | 2022-23 | 2023–24 |  |

## Estadio

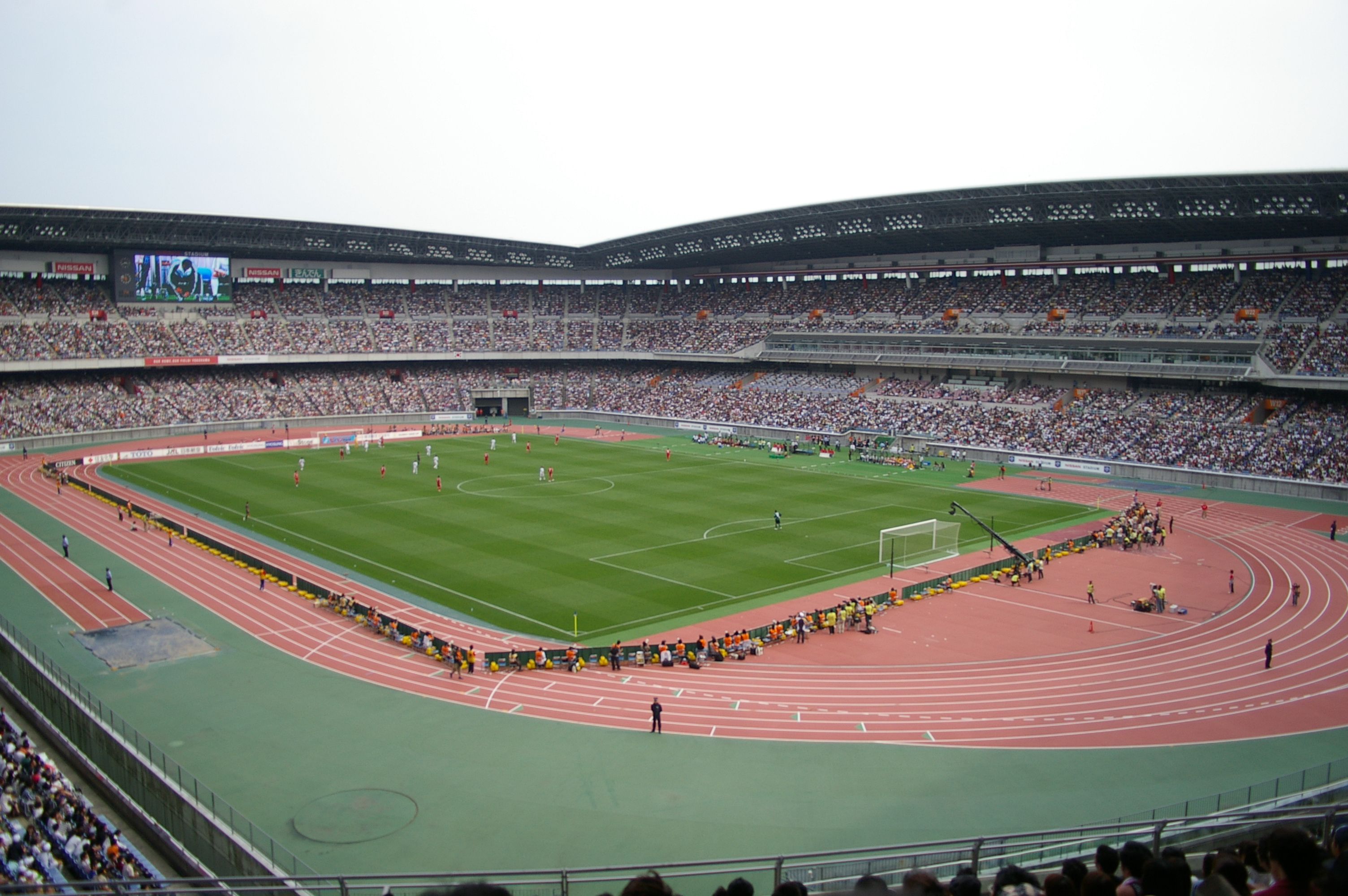
Estadio Nissan.

Disputa sus encuentros en el Estadio Nissan, previamente conocido como Estadio Internacional de Yokohama, que cuenta con una capacidad para 72.327 espectadores, y que fue una de las sedes donde se disputaron encuentros de la Copa Mundial de Fútbol de 2002. Antes de la construcción del Nissan Stadium el equipo ejerció localía en el NHK Spring Mitsuzawa Football Stadium que actualmente es usado para partidos de baja concurrencia, el estadio se comparte con su rival Yokohama FC y el YSCC Yokohama.
Los entrenamientos se llevan a cabo en las instalaciones del parque Shin-Yokohama (parque donde se encuentra el mismo Nissan Stadium)
. Durante 2004 y su término de arriendo en 2016, el club entrenó en el complejo Marinos Town en el área Minato Mirai de Yokohama, el arriendo de este provocó inestabilidad financiera en el club ya que el mantenimiento del complejo significaba gastar 600 millones de yenes al año (más de 5 millones de dólares), lo cual a largo plazo significó el declive deportivo del club.

## Jugadores

### Dorsales retirados
| Nro | Jugador       | Posición | Temporadas |
| --- | ------------- | -------- | ---------- |
| 3   | Naoki Matsuda | Defensa  | 1995-2010  |

### Jugadores destacados
| Japón - Shunsuke Nakamura - Masami Ihara - Yoshikatsu Kawaguchi - Naoki Matsuda - Yuji Nakazawa - Shigetatsu Matsunaga - Norio Omura - Shoji Jo - Wagner Lopes - Atsuhiro Miura - Junji Koizumi - Kei Mikuriya |  | Japón (Cont.) - Toshinobu Katsuya - Takahiro Yamada - Fumitake Miura - Tetsuji Hashiratani - Koichi Hashiratani - Hayuma Tanaka - Tatsuhiko Kubo - Daisuke Oku - Sotaro Yasunaga - Yuzo Kurihara - Hirotaka Iida - Ado Onaiwu |  | AFC - Milos Degenek - Ahn Jung-hwan - Yoo Sang-chul - Theerathon Bunmathan UEFA - Julio Salinas - Jon Andoni Goikoetxea |  | CONMEBOL - Ramón Ángel Díaz - David Bisconti - Alberto Acosta - Néstor Gorosito - Ramón Medina Bello - Julio César Baldivieso - Dutra - Marcos Júnior - Erik Lima |

## Entrenadores

### Nissan Motor FC
| Entrenador     | Periodo |
| -------------- | ------- |
| Jiro Adachi    | 1972-73 |
| Shu Kamo       | 1973-84 |
| Tamotsu Suzuki | 1985    |
| Shu Kamo       | 1985-89 |
| Oscar          | 1989-91 |

### Yokohama F. Marinos
| Entrenador         | Periodo                |
| ------------------ | ---------------------- |
| Hidehiko Shimizu   | 1991-94                |
| Jorge Solari       | 1995                   |
| Hiroshi Hayano     | Junio 1995-96          |
| Xabier Azkargorta  | 1997-98                |
| Antonio de la Cruz | Agosto 1998 (interino) |
| Antonio de la Cruz | Octubre de 1998        |
| Osvaldo Ardiles    | 2000-01                |
| Yoshiaki Shimojo   | Junio de 2001          |
| Sebastião Lazaroni | Julio 2001-02          |
| Yoshiaki Shimojo   | Octubre de 2002        |
| Takeshi Okada      | 2003-06                |
| Takashi Mizunuma   | Agosto de 2006         |
| Hiroshi Hayano     | 2007                   |
| Takashi Kuwahara   | 2008                   |
| Kokichi Kimura     | Julio 2008-09          |
| Kazushi Kimura     | 2010-11                |
| Yasuhiro Higuchi   | 2012-14                |
| Erick Mombaerts    | 2014-17                |
| Ange Postecoglou   | 2018-21                |
| Hideki Matsunaga   | Junio 2021 (Interino)  |
| Kevin Muscat       | Julio 2021-2023        |
| Harry Kewell       | 2024                   |
| John Hutchinson    | 2024 (Interino)        |
| Steve Holland      | 2025                   |
| Patrick Kisnorbo   | 2025 (Interino)        |

## Palmarés
En negrita las competiciones vigentes. En cursiva los logros conseguidos como Nissan Motor FC.
| Competición nacional                 | Títulos                                  | Subcampeonatos                     |
| ------------------------------------ | ---------------------------------------- | ---------------------------------- |
| J1 League (5/5)                      | 1995, 2003, 2004, 2019, 2022             | 2000, 2002, 2013, 2021, 2023       |
| Japan Soccer League (2/4)            | 1988-89, 1989-90                         | 1983, 1984, 1990-91, 1991-92       |
| Copa del Emperador (7/2)             | 1983, 1985, 1988, 1989, 1991, 1992, 2013 | 1990, 2017                         |
| Copa J. League (1/1)                 | 2001                                     | 2018                               |
| Supercopa de Japón (1/6)             | 2023                                     | 1984, 1996, 2004, 2005, 2014, 2020 |
| Copa Japan Soccer League (3/3)       | 1988, 1989, 1990                         | 1983, 1985, 1986                   |
| Copa Nacional Amateur Japonesa (1/0) | 1976                                     |                                    |

| Competición internacional         | Títulos          | Subcampeonatos |
| --------------------------------- | ---------------- | -------------- |
| Liga de Campeones de la AFC (0/1) |                  | 2023-24        |
| Copa de Clubes de Asia (0/1)      |                  | 1989-90        |
| Recopa de la AFC (2/0)            | 1991-92, 1992-93 |                |

### Trayectoria en J. League
| Temp. | Div. | Equ. | Pos. | Asistencia | Copa J. League   | Copa del Emperador | Asia | Asia             |
| ----- | ---- | ---- | ---- | ---------- | ---------------- | ------------------ | ---- | ---------------- |
| 1992  | –    | –    | –    | –          | Fase de grupos   | Campeón            | REC  | Campeón          |
| 1993  | J1   | 10   | 4.º  | 16.781     | Fase de grupos   | Cuartos de final   | REC  | Campeón          |
| 1994  | J1   | 12   | 6.º  | 19.801     | Semifinales      | Semifinales        | –    | –                |
| 1995  | J1   | 14   | 1.º  | 18.326     | –                | Segunda ronda      | –    | –                |
| 1996  | J1   | 16   | 8.º  | 14.589     | Fase de grupos   | Tercera ronda      | CC   | Fase de grupos   |
| 1997  | J1   | 17   | 3.º  | 9.211      | Fase de grupos   | Cuarta ronda       | –    | –                |
| 1998  | J1   | 18   | 4.º  | 19.165     | Fase de grupos   | Tercera ronda      | –    | –                |
| 1999  | J1   | 16   | 4.º  | 20.095     | Cuartos de final | Cuartos de final   | –    | –                |
| 2000  | J1   | 16   | 2.º  | 16.644     | Cuartos de final | Cuartos de final   | –    | –                |
| 2001  | J1   | 16   | 13.º | 20.595     | Campeón          | Tercera ronda      | –    | –                |
| 2002  | J1   | 16   | 2.º  | 24.108     | Fase de grupos   | Cuarta ronda       | –    | –                |
| 2003  | J1   | 16   | 1.º  | 24.957     | Cuartos de final | Cuartos de final   | –    | –                |
| 2004  | J1   | 16   | 1.º  | 24.818     | Cuartos de final | Quinta ronda       | CL   | Fase de grupos   |
| 2005  | J1   | 18   | 9.º  | 25.713     | Semifinales      | Quinta ronda       | CL   | Fase de grupos   |
| 2006  | J1   | 18   | 9.º  | 23.663     | Semifinales      | Cuartos de final   | –    | –                |
| 2007  | J1   | 18   | 7.º  | 24.039     | Semifinales      | Quinta ronda       | –    | –                |
| 2008  | J1   | 18   | 9.º  | 23.682     | Cuartos de final | Semifinales        | –    | –                |
| 2009  | J1   | 18   | 10.º | 22.057     | Semifinales      | Cuarta ronda       | –    | –                |
| 2010  | J1   | 18   | 8.º  | 25.684     | Fase de grupos   | Cuarta ronda       | –    | –                |
| 2011  | J1   | 18   | 5.º  | 21.038     | Cuartos de final | Semifinales        | –    | –                |
| 2012  | J1   | 18   | 4.º  | 22.946     | Fase de grupos   | Semifinales        | –    | –                |
| 2013  | J1   | 18   | 2.º  | 27.496     | Semifinales      | Campeón            | –    | –                |
| 2014  | J1   | 18   | 7.º  | 23.088     | Cuartos de final | Tercera ronda      | CL   | Fase de grupos   |
| 2015  | J1   | 18   | 7.º  | 24.221     | Fase de grupos   | Cuarta ronda       | –    | –                |
| 2016  | J1   | 18   | 10.º | 24.004     | Semifinales      | Semifinales        | –    | –                |
| 2017  | J1   | 18   | 5.º  | 24.180     | Fase de grupos   | Finalista          | –    | –                |
| 2018  | J1   | 18   | 12.º | 21.237     | Finalista        | Cuarta ronda       | –    | –                |
| 2019  | J1   | 18   | 1.º  | 27.010     | Fase de grupos   | Cuarta ronda       | –    | –                |
| 2020  | J1   | 18   | 9.º  | 7.968      | Semifinales      | -                  | CL   | Octavos de final |
| 2021  | J1   | 20   | 2.º  | 8.991      | Play-Off         | Segunda ronda      | -    | -                |
| 2022  | J1   | 18   | 1.º  | 19.811     | Cuartos de final | Tercera ronda      | CL   | Octavos de final |
| 2023  | J1   | 18   | 2.º  | 27.716     | Semifinales      | Tercera ronda      | CL   | Finalista        |
| 2024  | J1   | 20   | 9.   | 24.843     | Semifinales      | Semifinales        | CL   | En disputa       |

Leyenda
- Temp. = Temporada
- Div. = División
- Equ. = Cantidad de equipos
- Pos. = Posición en la temporada

## Rivalidades

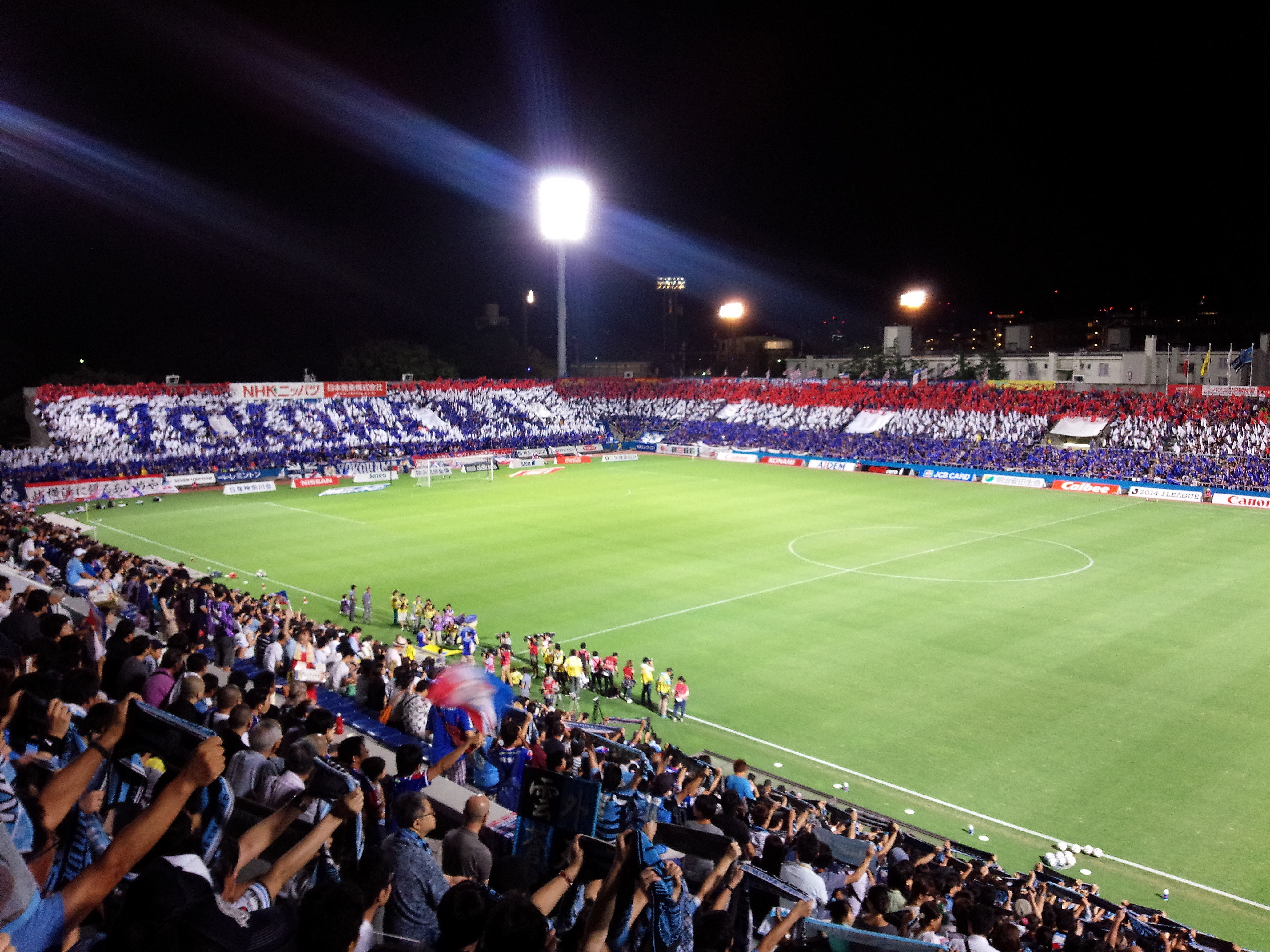
Yokohama F. Marinos en el agosto de 2014

Derbi Nacional
Durante fines de los años 1980 y principios de los 1990, los partidos entre los dos equipos más ganadores de aquella época, el Yokohama Marinos y el Verdy Kawasaki eran conocidos como el Derbi Nacional, sin embargo durante los siguientes años este clásico fue perdiendo poco a poco el protagonismo, sobre todo después de que el Verdy se mudara a Tokio y dejase de ser propiedad de Yomiuri en 1997.
Derbi de Kanagawa
Este es el derbi que disputan los equipos que pertenecen a la prefectura de Kanagawa, actualmente el encuentro más importante es el del Yokohama F. Marinos y el Kawasaki Frontale. Otros equipos que se consideran dentro de este derbi son el Shonan Bellmare, Yokohama FC, YSCC Yokohama, y SC Sagamihara. Antiguamente fueron parte de este el Verdy Kawasaki y el extinto Yokohama Flügels.
Derbi de Yokohama
El derbi entre los equipos más representativos de la ciudad de Yokohama, el Yokohama F. Marinos, Yokohama FC y el YSCC Yokohama. Entre 1993 y 1998 el derbi de Yokohama correspondía solamente al partido entre el extinto Yokohama Flügels y el Yokohama F. Marinos.